# Ferrari 250
Ferrari 250 e спортен автомобил, произвеждан от Ferrari от 1953 г. до 1964 г. Най-успялата ранна линия на компанията, 250 включва няколко вариации. По-късно заменена от Ferrari 275 и Ferrari 330.

## Прилики
Повечето шосейни вариации на Ferrari 250 използвали две междуосия: 2,400 mm за късото междуосие (SWB – Short Wheel Base) и 2,600 mm за дългото междуосие (LWB – Long Wheel Base). Повечето кабриолети използвали късото междуосие.
Почти всички модели 25о използвали един и същи двигател: Colombo Tipo 125 V12. С работен обем от 2,953 куб. см се е класифицирал като малък двигател дори за времето си, но малкото му тегло и впечатляващата му мищност (до 300 к.с. в 250 Testa Rossa и в 250 GTO) го направили доста добър. V12 двигателя на Ferrari тежал със стотици килограми по-малко от тези на конкуренцията си. За пример може да се вземе 6-цилиндровия редови двигател от Jaguar XK, който бил два пъти по-тежък от V12 двигателя на Ferrari.
Лекият V12 двигател направил Ferrari 250 един от най-добрите състезателни автомобили на всички времена.

## Състезателни модели
Типично за Ferrari, V12 двигателят Colombo е направил своя дебют на състезателната писта, като състезателните модели 250 изпреварили шосейните си варианти с три години.

### 225 S
Предшественик на линията модели 250, 225 S е представен през 1952 г. на обиколката на Сицилия. Сглобени са два прототипа от двуместните спортни автомобили: кабриолет версия, наречена Barchetta и купе. Двата прототипа са дело на Vignale. Седем автомобила 225 S са участвали в Миле Миля, но те били задминати от Ferrari 250 S събратята си с по-големи двигатели. Въпреки че не се води точно 250 модел, 225 изиграл важна историческа роля: 225 S е бил първият модел на Ferrari, който е бил тестван на пистата Имола.

### 250 S
Първият модел от линията 250 бил експерименталния прототип 250 S berlinetta, който бил записан за участие през 1952 г. в Миле Миля, управлявано от пилота Джовани Брако и навигатора Алфонсо Ролфо. Автомобилите на Мерцедес-Бенц (Мерцедес-Бенц 300SL), управлявани от Рудолф Карачола, Херман Ланг и Карл Клинг, били по-бързи на правите, но Ferrari 250 S с двигател с мощност 230 к.с. наваксал състезателна дистанция в хълмовете и завоите и така спечелил състезанието. Автомобилът по-късно бил записан за участие в 24-те часа на Льо Ман и в Карера Панамерикана.
250 S използвал междуосие от 2,250 mm с „Tuboscocca“ шаси. Окачването било с два триъгълни носача отпред и с ресьори и твърд мост отзад. Автомобилът имал барабанни спирачки, a кормилната уредба била от тип червей и сектор. Двигателят имал работен обем от 3.0 литра (2,953 см3) и използвал три карбураторa Вебер 36DCF. Трансмисията била 5-степенна ръчна.

### 250 MM
След успеха на Ferrari 250 S в Миле Миля, Ferrari показват по-конвенционално шаси за новия 250 двигател на Парижкия автосалон през 1952 г. Pininfarina по-късно създават купе каросерия, която имала по-малко решетка, компактна задна част и панорамен заден прозорец. Резултатът от тези елементи бил моделът, представен като 250 MM (MM – Миле Миля) на автосалона в Женева през 1953 г. Carrozzeria Vignale създават отворена версия на модела (barchetta), която имала по-различен дизайн, който включвал нови предни светлини и странични отвори, които станали важна част от дизайна на Ferrari през 50-те години на XX век.
Ferrari 250 MM има междуосие от 2,420 mm, което било по-дълго от това на 250 S. Купе версията била 50 кг по-тежка от 850-килограмовата barchetta. V12 двигателя не използва системата „сух картер“, а трансмисията има с една предавка по-малко. Мощността е увеличена на 240 к.с. 4-цилиндровите Ferrari 625 TF и Ferrari 735 S, заместват оборудваното с V12 двигател Ferrari 250 MM през 1953 г.
250 MM прави състезателния си дебют през 1953 г. на обиколката на Сицилия със собственик Пауло Марзото, а модел 250 MM с barchetta каросерия от Carrozzeria Morelli, управлявано от Клементе Биондети, спечелва четвърто място в изданието на Миле Миля от 1954 г.

### 250 Monza
Необичаен хибрид между лекия 4-цилиндров модел Ferrari 750 Monza и линията 250 се вижда в модела 250 Monza през 1954 г. Този модел използва двигател от Ferrari 250 в шасито с малко междуосие на 750 Monza. Първите два автомобила използвали barchetta каросерията, направена от Pininfarina за 750 Monza, а отделно имало и единична специална бройка, наречена Ferrari 500 Mondial. Още два автомобила Ferrari 250 Monza били направени от Carrozzeria Scaglietti. Тези бройки били едни от първите автомобили, направени от Скалиети. Въпреки честото си включване в състезания през 1956 г. 250 Monza не успява да постигне големи успехи и съюзът между шасито на Monza и двигателя от Ferrari 250 завършва.

### 250 Testa Rossa
Състезателният автомобил 250 Testa Rossa е един от най-успешните модели в историята на Ferrari. Моделът печели три победи на 24-те часа на Льо Ман, четири победи на 12-те часа на Себринг и две победи на 1000-те километра на Буенос Айрес. Една от бройките е продадена на аукцион за рекордните 16.39 милиона щатски долара.

### 250 GTO
250 GTO е направен със състезателна цел и е произвеждан в годините между 1962 г. и 1964 г. Сглобени са 36 бройки от модела. GTO с радикално променен дизайн, наречено 250 GTO/64, се появява през 1964 г. През май 2010 г. Крис Еванс, британски DJ и известен колекционер на Ferrari, платил за една бройка 12 милиона британски паунда на аукцион.

### 250 P
Двигател от 250 Testa Rossa бил монтиран в прототипа 250 P от 1963 г. Една голяма разлика между двата модела се крие в това, че двигателят в 250 P е средно разположен за разлика от донора си 250 Testa Rossa, в който той бил предно разположен.

### 250 LM
250 Le Mans изглеждал точно като състезателните прототипи, използвал конфигурация от средно разположен двигател и задно задвижване и имал за цел да бъде произвеждан като шосеен Gran Turismo автомобил. Разработен на базата на 250 P, 250 Le Mans се появява през 1963 г. с каросерия от Pininfarina. Енцо Ферари обаче не успял да убеди FIA, че ще сглоби 100 екземпляра, нужни за хомологацията за GT състезания. В крайна сметка са произведени 32 бройки 250 LM до края на производството му през 1965 г. Като резултат от това Ферари се оттеглил заводския отбор от участие в GT класа от световния шампионат за спортини автомобили през 1965 г. Благодарение на този ход автомобилът Shelby Cobra доминирал класа. Само най-ранните бройки на 250 LM били реални модели от 250 линията. Всички останали бройки били направени с 3.3-литрови двигатели и като такива трябвало да ги нарекат 275 LM (първите бройки били конвертирани след време и получили същия 3.3-литров двигател).

## 250 Export/Europa
Появилите се през 1953 г. 250 Export и 250 Europa са единствените модели от линията 250, които използват различен двигател. Те използвали 3-литров (2,953 см3) Lampredi V12 двигател, създаден за състезания във Формула 1.

### 250 Export
250 Export били подобни на 250 MM с междуосието си от 2,400 mm. Разликата идвала от Lampredi двигателя с 220 к.с. Автомобилът е представен на Парижкия автосалон през 1953 г.

### 250 Europa
250 Europa е представен на Парижкия автосалон през 1953 г. и изглеждал съвсем различно от събрата си – 250 Export. С дългото си междуосие от 2,800 mm и каросерия, подобна на тази от линията Ferrari America. Автомобилът има за цел да бъде повече GT автомобил, отколкото останалите 250 модели. Pininfarina и Vignale заедно се заели с работата по каросериите. Общата произведена бройка била 21.

## GT автомобили
Дизайнът на 250 бил невероятно успешен както на пистата, така и на улицата. Доста GT модели били направени от шосейни или състезателни автомобили.

### 250 Europa GT
Първият шосеен автомобил, който използвал V12 Colombo двигателя от 250 бил 250 Europa GT, представен на Парижкия автосалон през 1954 г. Каросерията Paris купе на Pininfarina била само една от многото форми от линията 250 GT. Продукцията на каросериите продължила чак до 1956 г. преди серията 250 да стане по-стандартизирана. Оригиналният модел 250 Europa GT използвал дългото междуосие от 2,600 mm на конвенционално за серията шаси. V12 двигателят използвал система тип „сух картер“, имал мощност от 220 к.с. и използвал три Вебер 36DCZ3 карбуратора. Подобно на дизайна на 250 Europa от Vignale, Pininfarina добавили вече познатите за моделите въздушни отвори на предните калници.

### 250 GT Boano и Ellena
Pininfarina представили прототип, базиран на 250, по време на автосалона в Женева през 1956 г. Скоро след това прототипът бил наречен 250 GT Boano и имал за цел да бъде упражнение за дизайнерите и вдъхновение за клиентите на 250 GT Europa. Желанието за модела довело до серийно производство на модела.
Pininfarina не могли да изпълнят изцяло поръчката и помолили Марио Боано, бивш дизайне в Ghia, да поеме част от производството. Когато ФИАТ назначили Боано, той предоставил част от производството на зет си – Ецио Елена. С партньора си Лучиано Поло, Carrozzeria Ellena произвеждала каросерии за Ferrari още няколко години. Елена преразгледал дизайна на колата и повдигнал тавана, и премахнал страничните прозорци от вратите.
Carrozzeria Boano направили 74 бройки от модела 250 GT на база шасито с дълго междуосие.
Всички бройки, освен една, били купета. Единственият кабриолет бил с номер на шасито 0461 GT и бил продаден на колекционера от Ню Йорк Боб Лий от щанда на автосалона в Ню Йорк през 1956 г. Под благословията на Енцо Ферари, Лий закупил автомобила за 9,500 щатски долара, което било доста под цената на модела. Боб Лий още притежава модела, правейки точно тази бройка една от най-старите, които още са в ръцете на първоначалния си купувач.

### 250 GT Berlinetta „Tour de France“
Кръстен на 10-дневната автомобилна надпревара „Тур дьо Франс“, а не на колоездачната обиколка на Франция със същото име. Моделът се е продавал за GT състезания от 1956 г. до 1959 г. От модела са направени 84 екземпляра. Производството се е извършвало от Carrozzeria Scaglietti по дизайн на Батиста Фарина. Двигателят имал мощност от 240 к.с., но по-късно била увеличена на 260 к.с.
Единична бройка от модела с късо междуосие е направена за 24-те часа на Льо Ман от 1959 г. Този автомобил, наречен 250 GT Interim, e собственост на Лулу Уанг.

### 250 GT Cabriolet Pininfarina Series I
Показан за пръв път в Женева през 1957 г., оригиналният кабриолет на Pininfarina използвал междуосие от 2,600 mm и използвал каросерия, различаваща се доста от тази на Berlinetta.
Около 36 екземпляра са произведени преди втора серия да бъде показана в Париж през 1959 г. Тези по-късни модели били доста по-близки до серийните Berlinetta модели.
Около 200 екземпляра от серия две са проиведени.
Motor Trend Classic поставят 250 GT Series I Cabriolet и Coupé на девето място в класацията си за най-велики модели на Ferrari за всички времена.

### 250 GT California Spyder LWB
Проектиран за износ в Северна Америка, 250 GT California Spyder от 1957 г., бил интепретацията на Скалиети за 250 GT кабриолет. Използван е алуминий в предния капак, вратите и капака на багажника, а с това се различава от другите шосейни модели, които използвали стомана в тези части. Двигателят е същият двигател от състезателния модел 250 Tour de France и с мощност от 240 к.с. Всички бройки използвали дългото междуосие от 2,600 mm.
Само 50 бройки били произведени преди моделът да бъде заменен от версията с късо междуосие (SWB) през 1960 г. Моделът остава високо ценен за автомобилните колекционери като една бройка е била продадена за 4.9 милиона щатски долара. През май 2008 г., английският радиоводещ Крис Еванс поставя нов рекорд за автомобил, продаден на аукцион, когато дава за една бройка Spyder $10 894,400. Автомобилът бил 13-ият произведен и е била собственос на холивудската звезда Джеймс Кобърн.

### 250 GT Coupe Pininfarina
С цел да подобри финансите на компанията, Енцо Ферари искал да вкара модел в серийно производство и помолил Пининфарина да проектират прост и класически модел 250 GT купе. Резултатът от това бил представен в Милано през 1958 г. и 335 почти еднакви бройки били произведени до 1960 г. Купувачите на модела включвали Принц Бертил от Швеция. GT Coupé се отдръпнал от дизайна с отвори в калниците за по-прости и изчистени линии и пространствено усещане от голямото панорамно задно стъкло. Овалната предна решетка била заменена от по-традиционна такава с дълговиден дизайн. Използвани са и по-евтини амортисьори от тези на Houdaille, използвани в предни модели на 250. През 1960 г. са монтирани дискови спирачки. Последните модели от 250 GT Coupé имали задница, заимствана от модела Ferrari America Superfast и е показан през 1961 г. на автосалона в Лондон.

### 250 GT Cabriolet Pininfarina Series II
В комплект с купето с голяма производствена бройка, Пининфарина също така проектирали по-прост 250 GT Cabriolet за серийно производство. Представен на автосалона в Париж през 1959 г., GT Spider използвал дизайн подобен на 250 GT Coupé от предходната година. Около 212 бройки били произвдени.

### 250 GT Berlinetta SWB
Един от най-важните GT състезателни автомобили от ерата си, 250 GT Berlinetta SWB от 1959 г. използвал късото междуосиет от 2,400 mm за по-добро управление. 176 бройки били произведени, в които се използвали стоманени и алуминиеви каросерии в различни шосейни варианти („lusso“) и състезателни вариации. Мощността на двигателя варирала от 240 к.с. до 280 к.с.
Разработката на 250 GT SWB Berlinetta била поверена на Джото Бизарини, Карло Чити и младият тогава Мауро Форджиери. Същият отбор по-късно произвежда Ferrari 250 GTO. Нововъведение в модела били дисковите спирачки, които се появили за пръв път в GT модел на Ferrari. Комбинацията от ниско тегло, висока мощност и добро окачване направили модела доста добро състезателно предложение. Моделът бил представен на Парижкия автосалон през октомври 1959 г. и бързо започнал да се продава и да се използва за състезания. SWB Berlinetta печели GT класа в шампионата за конструктори през 1961 г.
През 2004 г. Sports Car International поставят 250 GT SWB на седмо място в списъка си за топ десет спортни автомобила на 60-те. Motor Trend Classic поставят 250 SWB на пета позиция в списъка за топ десет най-велики модела на Ферари.

### 250 GT Spider California SWB
Заменяйки California Spider LWB със SWB версия, Скалиети показали новото 250 GT Spider California в Женева през 1960 г. Базирано на 250 GT Berlinetta SWB, моделът предоставя дисковите спирачки и V12 двигателят с 280 к.с. Произведени са около 55 бройки.
Реплика от фибростъкло на модела, базирана на MG, е включена във филма от 1986 Ferris Bueller's Day Off. 
Рекордна цена за 250 GT модел от 5.5 милиона паунда е дадена на 18 май 2008 г. за черен екземпляр от модела, притежаван от Джеймс Кобърн. Купувачът е бил британският радиоводещ Крис Еванс.

### 250 GT/E
Темата от LWB 250 GT моделите била разширена от 2+2 моделите 250 GT/E. Първото четириместно Ferrari в серийно производство (ранните четириместни модели са произвеждани в ограничени количества). Пространството в интериора е увеличено чрез преместването на двигателя по-напред в шасито. Задните седалки са били идеални за деца, но са били малко тесни за възрастни хора.
Мощността на двигателя е била 240 к.с.
Почти 1,000 бройки от GT/E модела са произведени от Pininfarina, като прототипите са започнали да се произвеждат от 1959 г., а моделът е произвеждан в три серии до 1963 г. Моделът е бил последван от визуално подобните 330 Америка.
Голямото производство на GT/E е един от основните фактори за доброто финансово състояние на Ferrari в началото на 60-те години. Препоръчителната цена на производителя за GT/E била 11 500 щатски долара.

### 250 GT Lusso
Пинин Фарина обновил 250 GT с линията GT Lusso или съкратено GTL. Представен на Парижкия автосалон през 1962 г., моделът имал плавни линии и fastback форма, типична за GT автомобилите от средата на 60-те години на XX век. Под капака бил Tipo 160 двигателя от Ferrari 250 GTO с мощност от 250 к.с. и три Вебер 36DCS карбуратори.
Скалиети поели производството на Lusso, което продължило до 1964 г. с доста няколко модификации.
Китаристът Ерик Клептън притежавал една бройка, а бройка, притежавана от Стийв Маккуин, е продадена на аукцион за 2.3 милиона щатски долара на 16 август 2007 г.
Реплика на борйката 250 GT Lusso, притежавана от Стийв Маккуин е показана във филма Tower Heist от 2011 г.
През 2004 г., Sports Car International, поставя 250 GT Lusso на десето място в класацията на списанието за топ спортни автомобили на 60-те. Стийв Буун, член на групата Lovin' Spoonful, притежавал бройка, открадната от сервиз в Куинс, Ню Йорк с пореден номер 4237.

### 330 America
Модел от 250 линията във всяко едно отношение, освен в име, 330 America споделяло с едно и също шаси с 250. Задвижван от 4-литров двигател и с 50 произведени бройки. Най-известната бройка е тази, притежавана от Сандра Илейн Уест. Тя умряла на волана след схвръх доза през 1977 г. Нейните инструкции били да бъде погребана с колата си.

## Ролята на Ferrari 250 в историята на Ламборгини
Производителят на трактори Феручио Ламборгини притежавал поне три модела Ferrari 250: 250GT купе от Пининфарина, едно или две 250 SWB Berlinetta от Скалиети и 250GT 2+2 от Пининфарина. Той бил ядосан заради честите проблеми със съединителя и се оплакал на Енцо Ферари. По-късно Ламборгини наел бивши инженери от Ferrari за да проектират и разработят неговите автомобили Ламборгини.